# IC 3465
IC 3465 ist eine elliptische Zwerggalaxie vom Hubble-Typ dE4 im Sternbild Jungfrau auf der Ekliptik. Sie ist schätzungsweise 42 Millionen Lichtjahre von der Milchstraße entfernt und hat einen Durchmesser von etwa 5.000 Lichtjahren. Die Galaxie wird unter der Katalognummer VVC 1420 als Mitglied des Virgo-Galaxienhaufens gelistet.

Im selben Himmelsareal befinden sich u. a. die Galaxien IC 3440, IC 3459 und IC 3461.
Das Objekt wurde am 10. Mai 1904 vom US-amerikanischen Astronomen Royal Harwood Frost entdeckt.